# Flaga Neetzow-Liepen
Flaga Neetzow-Liepen – flaga gminy Neetzow-Liepen. Zaprojektowana została przez Jürgena Frenkla i 12 stycznia 2018 została zatwierdzona przez Ministerstwo Spraw Wewnętrznych (Bundesministerium des Innern, für Bau und Heimat).

## Wygląd i symbolika
Prostokątny płat tkaniny o proporcji szerokości do długości 3:5 z dwoma poziomymi pasami. Od góry:
- niebieski pas o szerokości 1/2 długości płata
- biały pas o szerokości 1/2

Oba pasy przedzielone są pofalowaną linią. Pośrodku obu pasów widnieją motywy pochodzące z herbu Neetzow-Liepen. Na niebieskim pasie żółty pałac z dwoma blankowanymi wieżami, przy czym lewa wieża wyższa jest od prawej, z otwartymi oknami. Na białym pasie występuje zielony liść lipy. 